# Meserie naturală
Meserie naturală este un film românesc din 2015 regizat de Florin Andreescu.